# Моївський цукровий завод
Моївський цукровий завод — підприємство з виробництва цукру у селі Моївка, Чернівецького району Вінницької області. Виробляє білий цукор, мелясу, жом.

## Історія
Завод збудований у 19 столітті.

## Нова віха в історії заводу
У 2018 році після банкуртства, тривалого простою, ледь не вирізаний на металобрухт. Моївський цукровий завод відновить роботу. Одне з небагатьох цукрових підприємств Вінниччини яке вдалось зберегти.